# Tössfeld

Karte des Quartiers

Tössfeld ist ein Quartier der Schweizer Stadt Winterthur südwestlich des Hauptbahnhofs. Das zwischen Stadtzentrum und Töss liegende Quartier enthält im Norden das Sulzer-Areal und bildet zusammen mit den Quartieren Altstadt, Lind, Heiligberg, Brühlberg und Neuwiesen den Stadtkreis 1 (Stadt).

## Geografie
Das Quartier liegt im Südwesten des Stadtzentrums zwischen Stadtzentrum und Töss und hat unter anderem mit dem Sulzer-Areal und der SLM bereits früh das ehemalige Dorf mit der Stadt verbunden. Noch heute lässt sich das Quartier zweiteilen: mit dem ehemaligen Sulzer-Area im Norden und dem Wohnquartier im Süden, das von der Unteren Briggerstrasse zweigeteilt wird.
Im Nordwesten bildet die Zürcherstrasse die Grenze zum Brühlbergquartier. Im Südosten wird das Quartier von den Bahnanlagen der Bahnstrecke Winterthur–Zürich begrenzt, die bereits zum Quartiergebiet von Heiligberg gehören. Im Südwesten verläuft die Quartiergrenze mehr oder weniger entlang der ehemaligen Gemeindegrenze von Töss, wobei sich Tössfeld die Quartiergrenze dort mit Eichliacker teilt.

## Bildung
Das Gebiet des Quartiers wird schulisch von der Primarschule Tössfeld abgedeckt. Neben dem Schulhaus Tössfeld umfasst diese auf Quartiergebiet den Kindergarten Agnesstrasse und den Kindergarten Pavillon Tössfeld, die beide neben dem Schulhaus Tössfeld liegen.
Die Rudolf Steiner Schule Winterthur betreibt im Quartier ihre Schule  und bietet eine Spielgruppe und Klassen von der Elementarstufe bis zur 9. Klasse an.
In Fussdistanz zum Bahnhof liegen verschiedene Bildungsinstitutionen. Dazu gehört der drei Standorte umfassende Campus Stadt-Mitte der Zürcher Hochschule für Angewandte Wissenschaften (inkl. der ZHAW-Bibliothek in der Halle 87), das Zürcher Ausbildungszentrum Gesundheit (ZAG), die Abteilung Informatik der BBW, das AZW und die SWS Schulen für Wirtschaft und Sprachen.

## Geschichte

Luftbild des Sulzer-Areals in der ersten Hälfte des 20. Jahrhunderts

Das Tössfeld ist das Gebiet zwischen dem Bahnhof und der ehemals selbstständigen Gemeinde Töss, die neben Veltheim als erste der ehemaligen Winterthurer Vorortgemeinden mit der Stadt zusammengewachsen ist. 1834 eröffnete die Sulzer AG ihre erste Bronzegiesserei im Gebiet des heutigen Sulzer-Areals. 1855 wurde die Bahnstrecke Winterthur–Zürich eröffnet, die heute die Quartiergrenze bildet. 1863 erstreckte sich das Fabrikareal bereits bis zum heutigen Katharina-Sulzer-Platz. 1871 kam es benachbart zur Sulzer zur Gründung der Schweizerischen Lokomotiv- und Maschinenfabrik, die aus Unstimmigkeiten mit der Sulzer entstand.
1873 wurde die Bauordnung für das Tössfeld erlassen, auch ausgelöst durch die Gründungen der SLM und des städtischen Gaswerks in Töss. Neben der Aktiengesellschaft für Erstellung billiger Wohnhäuser (GEbW) mit der Schöntalsiedlung (1873) und dem Gleisdreieck (1897 an der Grenze zu Töss) bauten danach auch private Spekulanten wie Sulzberger-Ziegler (Schönengrundquartier) und Johann Liggenstorfer (Maienstrasse) erste Wohnbauten für die Fabrikarbeiter.
1891 wurde das Schulhaus Tössfeld für das wachsende Quartier gebaut, zur selben Zeit entstanden auch die 1890 erstellten Arbeiterhäuser der SLM an der Jägerstrasse. 1897 entstand beim Gleisdreieck an der Grenze zur Gemeinde Töss eine weitere Siedlung der GEbW. 1908 wurde an der Unteren Briggerstrasse ein durch die Architekten Rittmeyer & Furrer geplantes städtisches Volkshaus eröffnet, das bis 1989 unter anderem als Badeanstalt, Bibliothek, Suppenküche und Telefonstation diente.
Ab 1980, mit der Beendigung der Produktion der Schwerindustrie, begannen die Planungen für die laufende Umnutzung des Sulzer-Areals. 1988 wurde die Produktion schliesslich komplett aufgegeben. Über die nächsten Jahrzehnte zogen diverse Schulen – unter anderem die ZHAW – ins umgenutzte und -gebaute Sulzer-Areal. 1993 legte dort die Stadt erstmals einen gesetzlich vorgeschriebenen Wohnanteil fest, und ab 1995 entwickelte sich auf dem Lagerplatz eine breite Nutzung mit diversen Mietern. Wichtig für die Erschliessung des Areals war auch die Auffüllung des Bahnmeisterwegs 2010 im Rahmen des Projekts Gleisquerung Stadtmitte, der zur besseren Erschliessung des nördlichen Quartiers vom Hauptbahnhof her führte.

## Kultur und Freizeit
Innerhalb des Tössfelds, insbesondere im Sulzer-Areal, gibt es diverse kulturelle und Gastro-Angebote. Insbesondere um den Lagerplatz gibt es mit dem Skills-Park, dem Arthouse-Kino Cameo, dem Museum Schaffen und dem Dampfzentrum Winterthur diverse Angebote. Im Kesselhaus direkt beim Kino steht ein Kino mit Bowling-Bahn.
Der 1924 gegründete TV Tössfeld (ein erster existierte bereits ab 1918) spielt, obwohl er das Quartier im Namen trägt, seit den 1950er-Jahren auf dem Sportplatz Talgut im Stadtkreis Mattenbach. Der ebenfalls früher bestehende TV Tössfeld (gegründet 1895) fusionierte 2000 mit dem TV Töss.

## Verkehrsanbindung
Das Quartier grenzt an seinem nördlichsten Zipfel an den Hauptbahnhof Winterthur, sodass die meisten Ziele im Sulzer-Areal gut von diesem zu Fuss erreichbar sind. Auf der anderen Seite befindet sich unweit der südlichen Quartiergrenze der Bahnhof Winterthur-Töss, der sich an der Bahnstrecke Winterthur–Bülach befindet.
Entlang der Unteren Briggerstrasse, die das Quartier etwa in der Mitte zweiteilt und anschliessend über die Storchenbrücke führt, befindet sich die nach dem Quartier benannte Busstation Tössfeld, die von der Regionalbuslinie 660 (HB – Brütten – Nürensdorf, Chrüzstrass – Bassersdorf) bedient wird. Jenseits der Storchenbrücke führt die Strasse weiter über die Breite zum Deutweg. Mit der Wylandbrücke existiert zudem noch eine zweite für Velofahrer und Spaziergänger zugängliche Brücke über das Gleisfeld. Ansonsten ist vor allem die an der westlichen Quartiergrenze liegende Zürcherstrasse für die Erschliessung des Quartiers wichtig. Die Hauptstrasse führt dabei auch zum nächstgelegenen Autobahnanschluss Winterthur Töss. Entlang der Zürcherstrasse verkehren die Buslinien 1 (Töss – HB – Oberwinterthur), 5 (Dättnau – HB – Technorama) und 7 (Bhf. Wülflingen – HB – Elsau, Melcher) von Stadtbus Winterthur, wobei alle Bushaltestellen vom Hauptbahnhof bis und mit Gaswerk an der Quartiergrenze liegen.
Durch das Tössfeld verläuft auch die geplante zukünftige Veloroute 4, die bis nach Effretikon führen sollte. Von ihr wurde im April 2023 ein erstes Teilstück entlang der Tössfeldstrasse und Zur Kesselschmiede markiert.